# Súðavíkurhreppur
Súðavíkurhreppur es municipio y un poblado de pescadores de la región de Vestfirðir, situado al noroeste de Islandia.

## Características generales
En enero de 2011 contaba con una población de 192 personas. Su área total es de 749 kilómetros cuadrados para una densidad de 0,25 habitantes por kilómetro cuadrado. En 1995 se produjo una fatal avalancha en el poblado de Súðavík, que obligó a cambiar la ubicación del poblado.

## Límites
Por el norte lo baña el océano Ártico en el fiordo Ísafjarðardjúp. Por el este limita con el municipio de Strandabyggð, por el sur con el de Reykhólahreppur y por el oeste con el de Ísafjarðarbær.